# Hummelara
× Hummelara, (abreviado Humm) en el comercio, es un híbrido intergenérico entre los géneros de orquídeas Barkeria × Brassavola × Epidendrum. Fue publicado en Orchid Rev.  96(1132) cppo: 8 (1988).